# 巴塔利亚修道院
巴塔利亚胜利之后修道院（Mosteiro Santa Maria da Vitória）是一座道明会修道院，位于葡萄牙巴塔利亚（Batalha）。晚期哥特式与曼紐式。

## 历史
这座修道院为感谢圣母帮助葡萄牙在1385年战胜卡斯蒂利亚而建。工程从1386年开始，由15位建筑师，历经七位国王，一百多年才建成。
1755年地震造成了一些破坏，但更严重的破坏来自1810年的拿破仑军队。1834年，道明会被逐出这座建筑群，教堂和修道院荒废，沦为废墟。
1840年，国王費爾南多二世开始修复这座荒废的修道院废墟，拯救这个哥特式建筑的珍宝。修复工作一直持续到20世纪初。1907年被列为葡萄牙国家古迹。1980年修道院改设博物馆。
巴塔利亚修道院已于1983年入选世界遗产。

巴塔利亚胜利之后修道院 - Mosteiro Santa Maria da Vitória
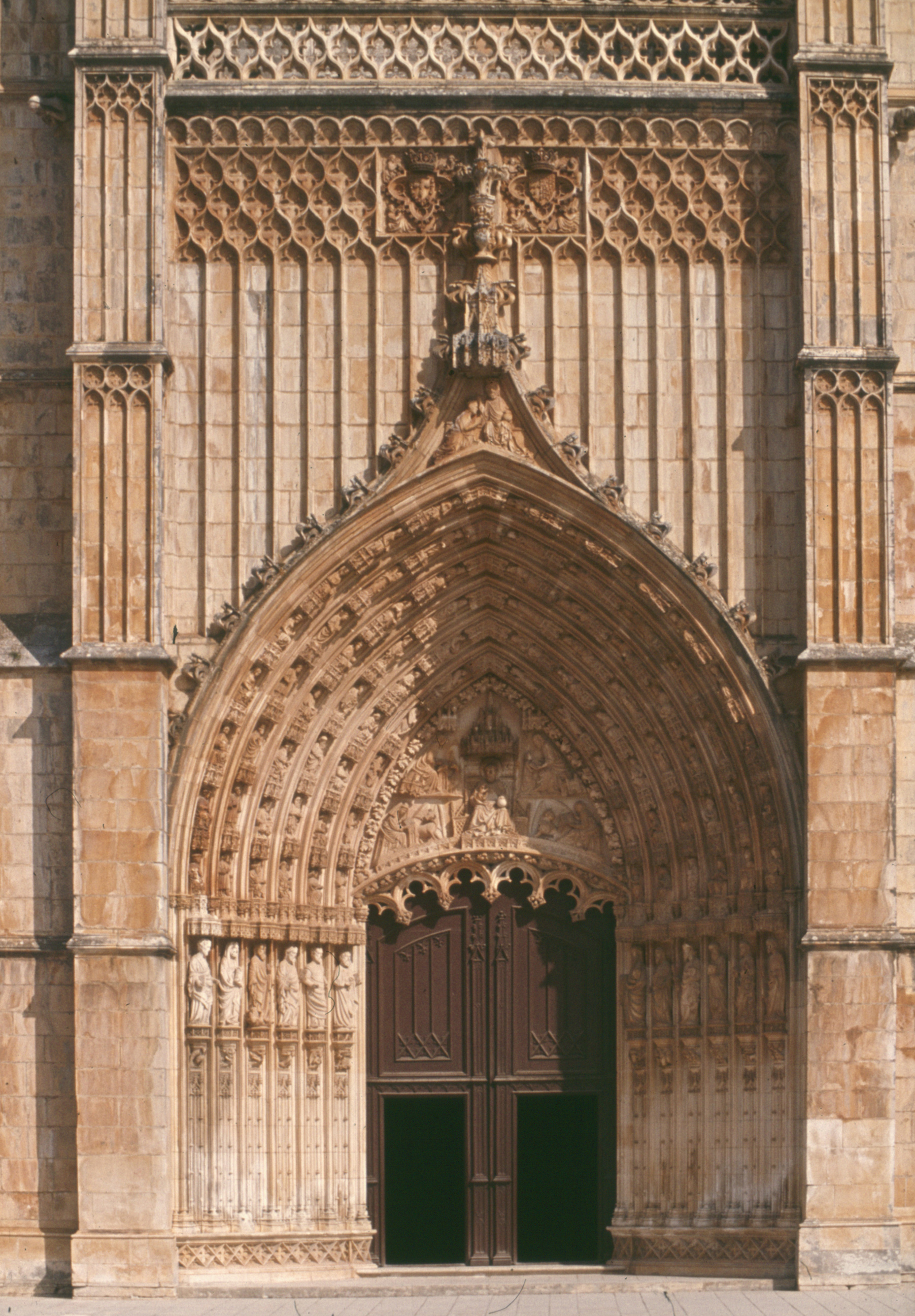
入口
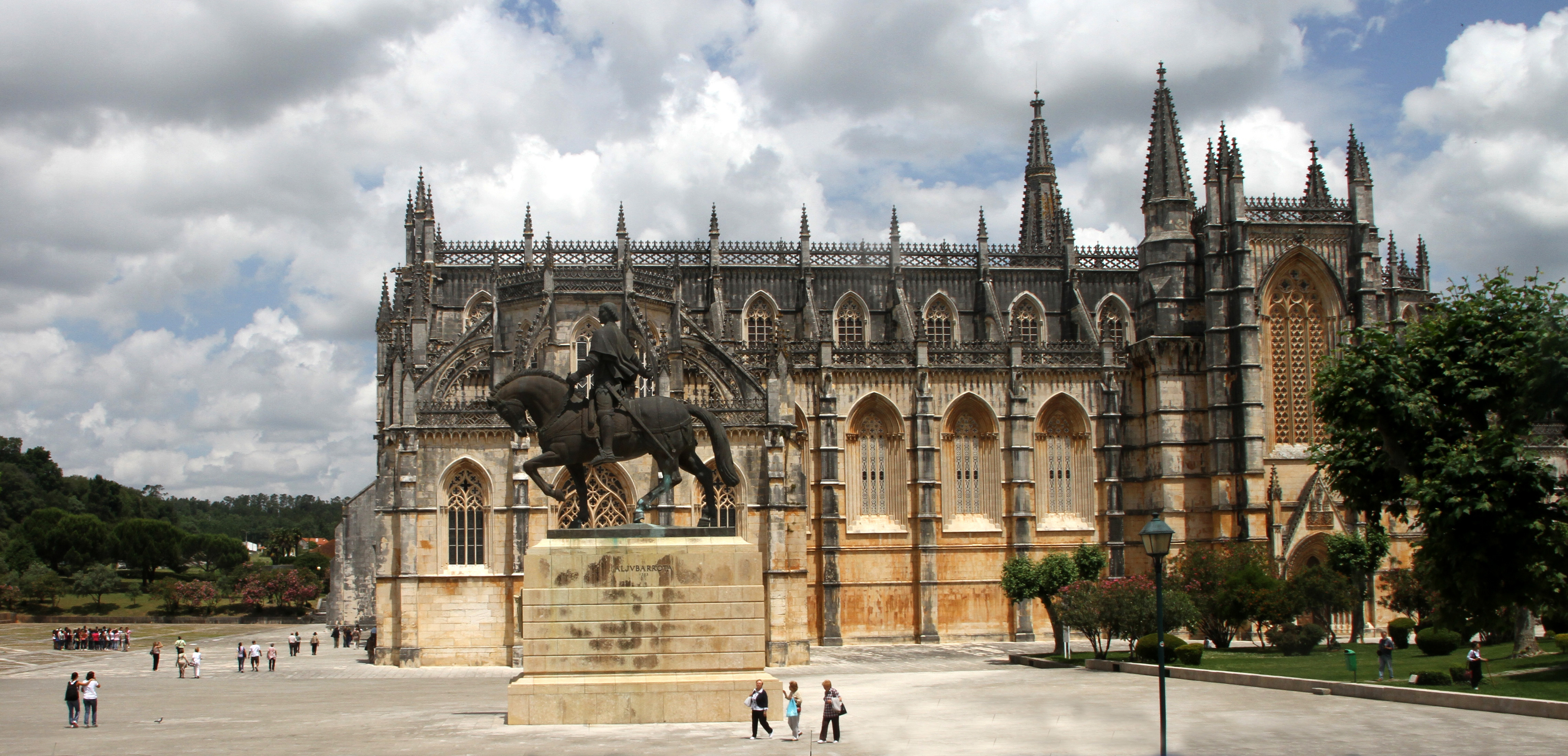
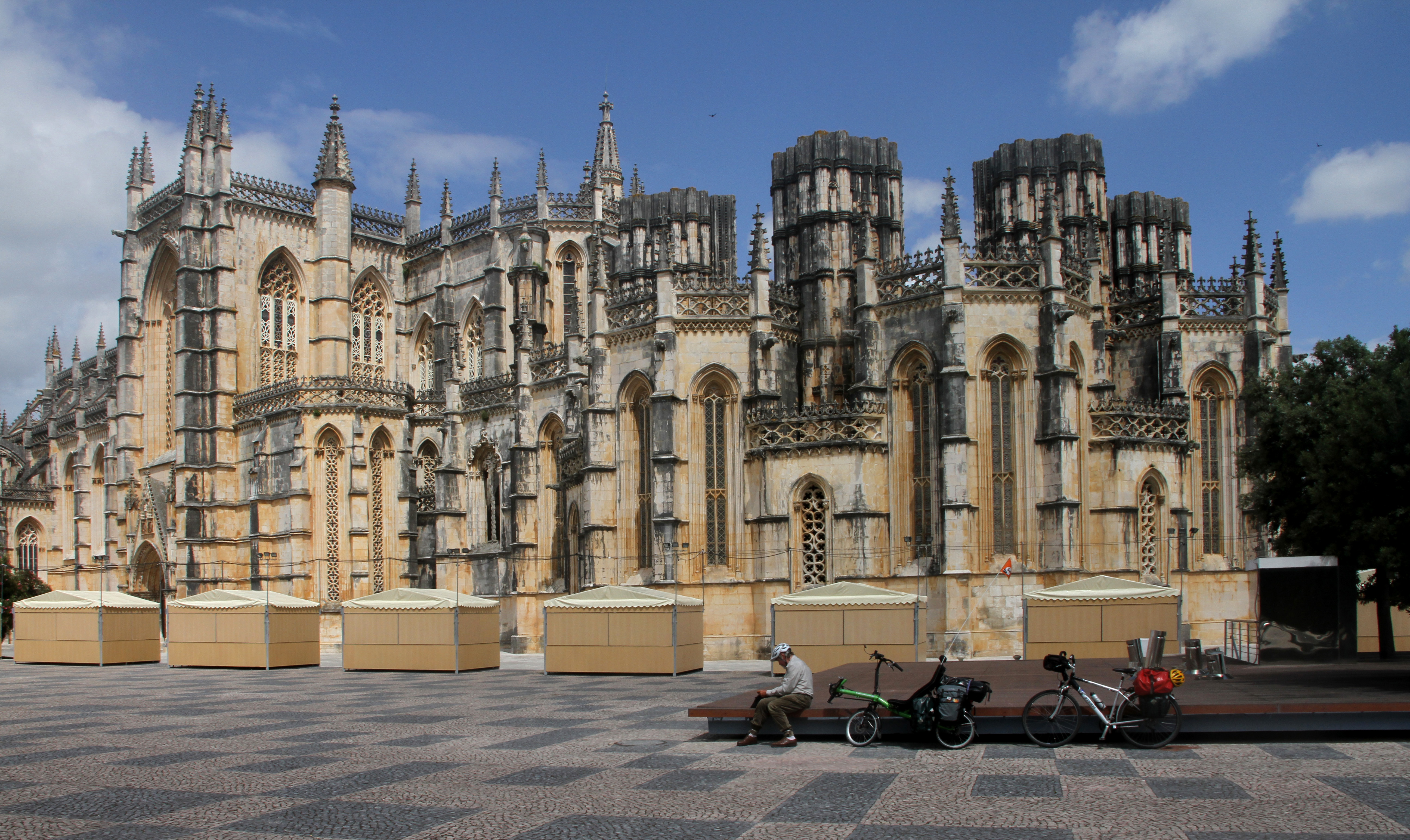
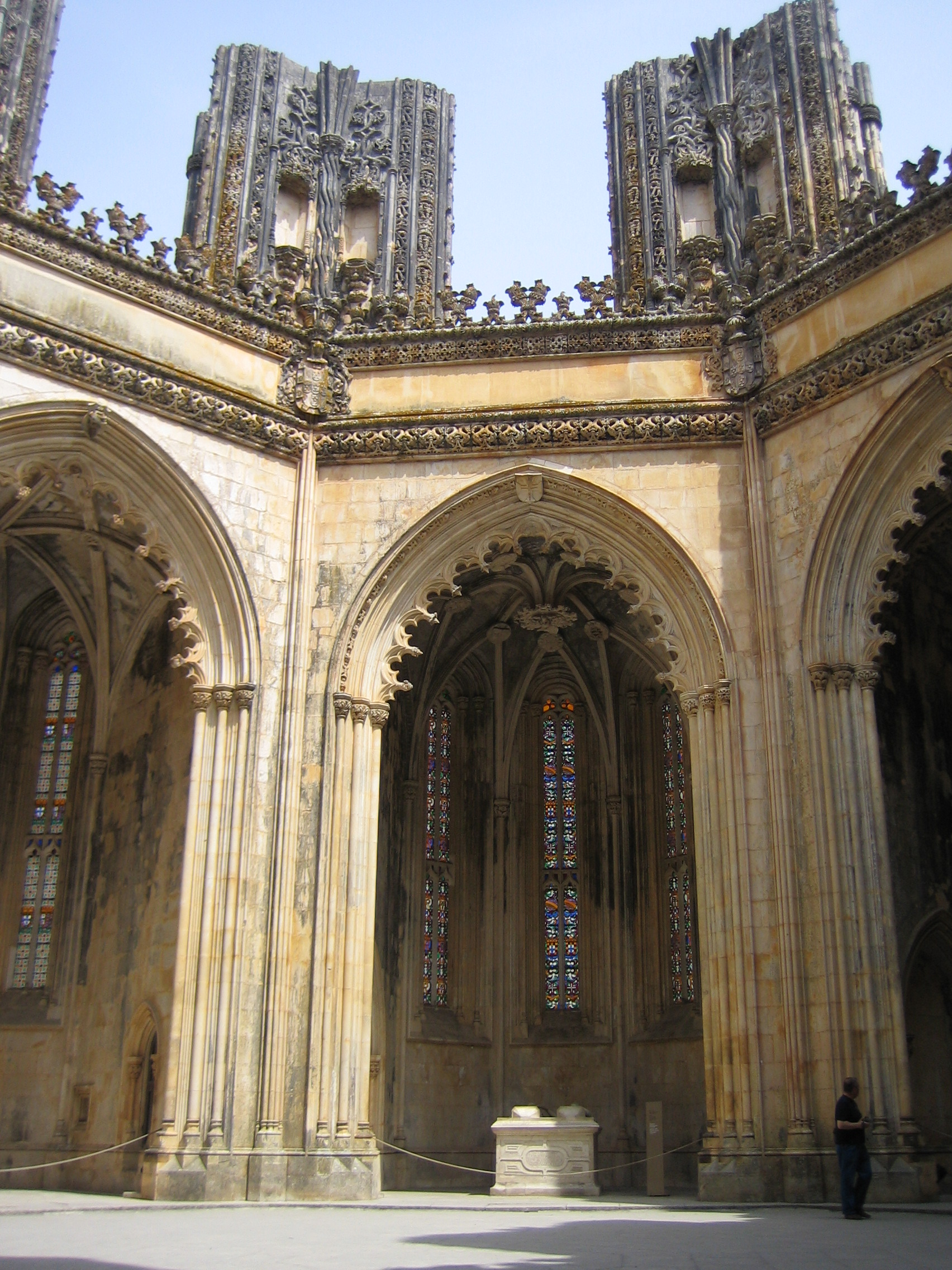
杜阿爾特一世陵墓，又名「未完成的礼拝堂」(Capelas Imperfeitas)
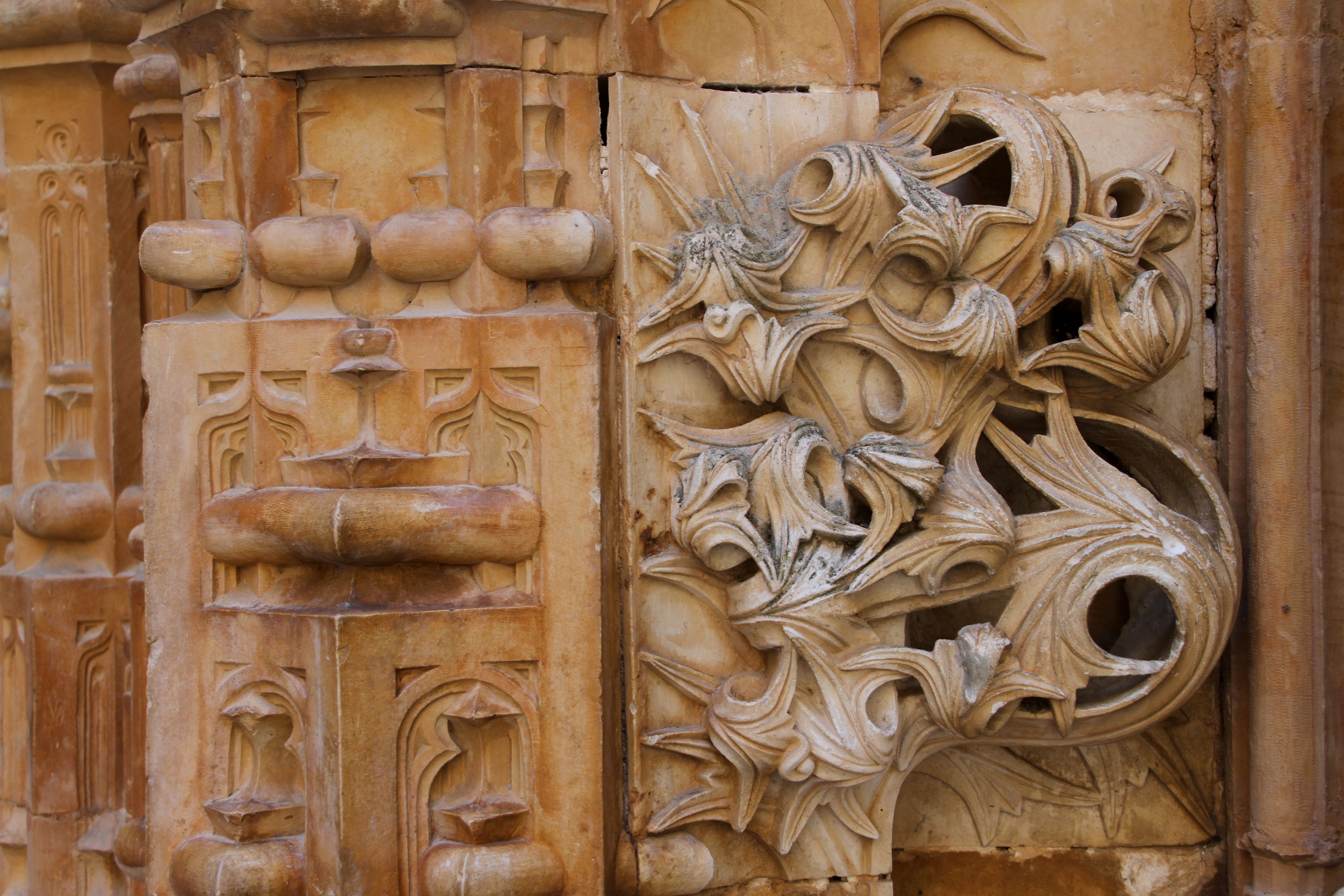
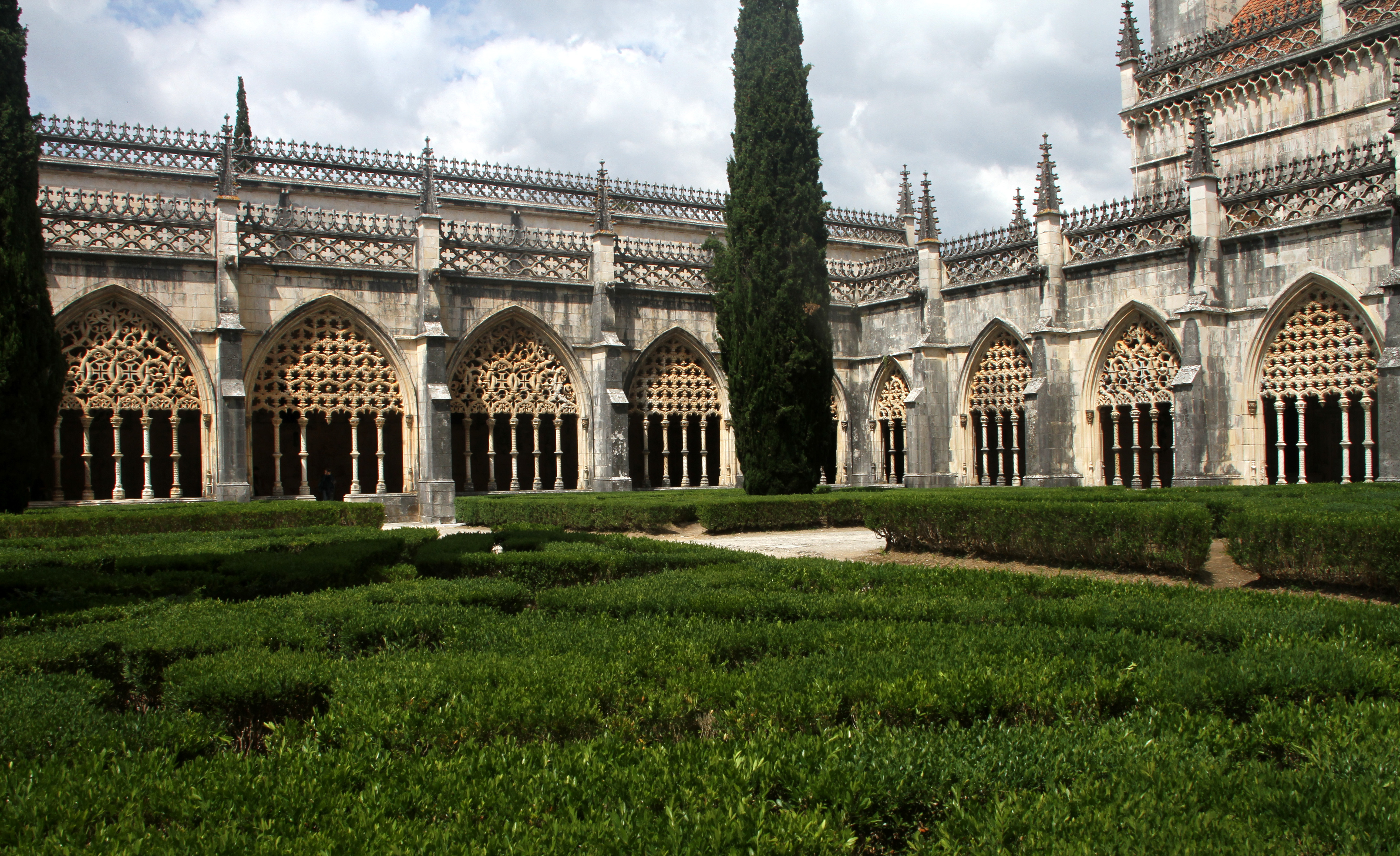
迴廊
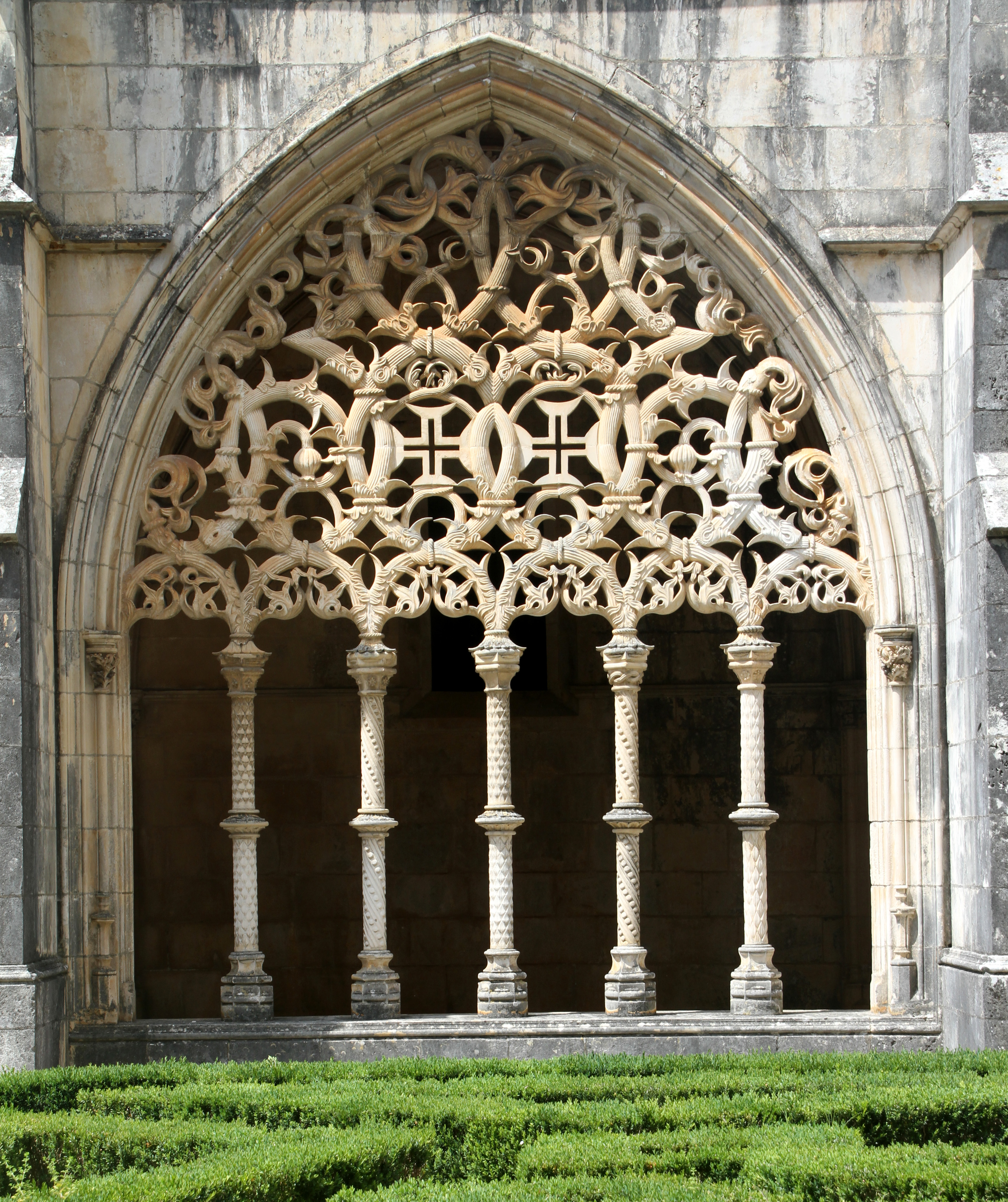
迴廊
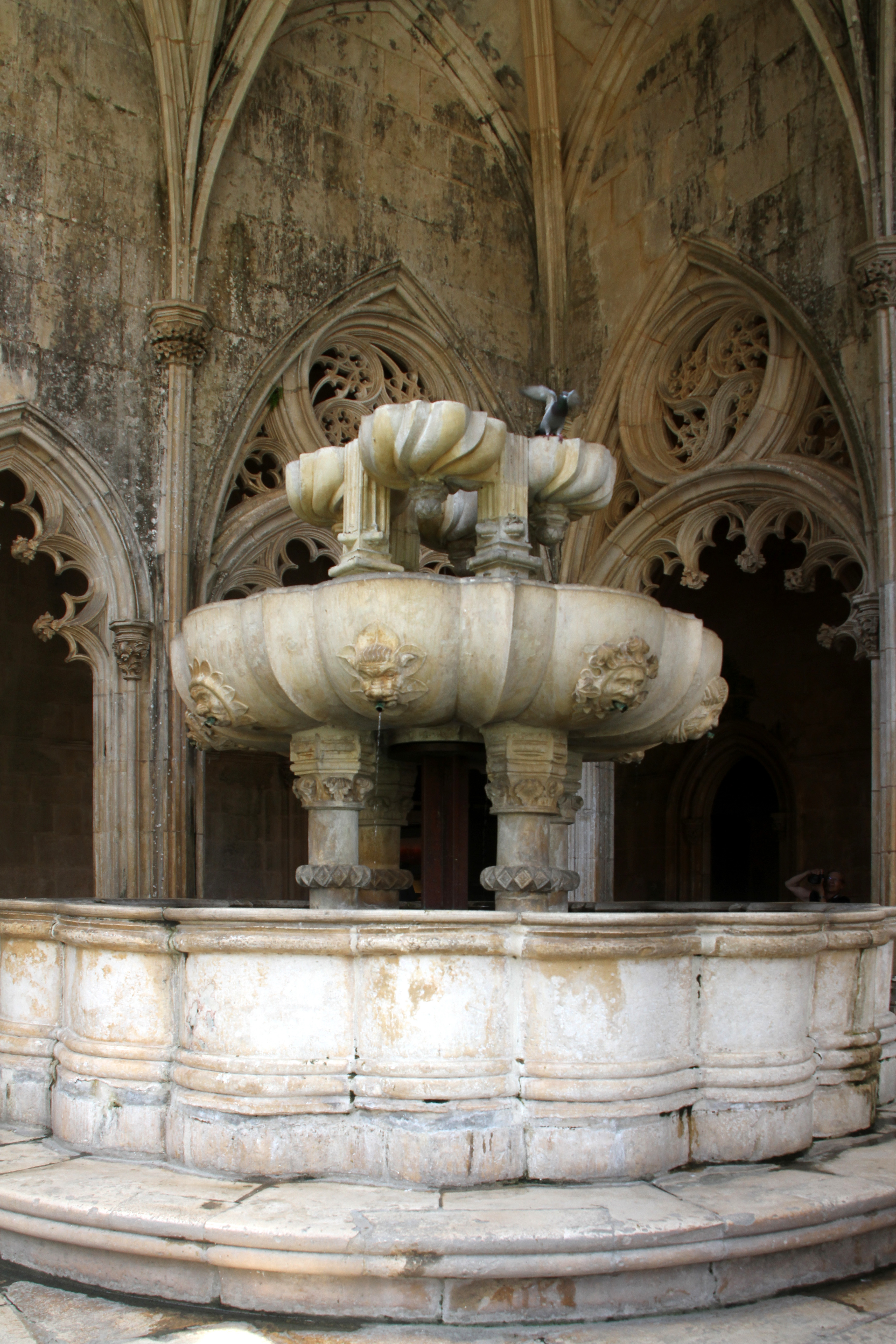
洗手盆
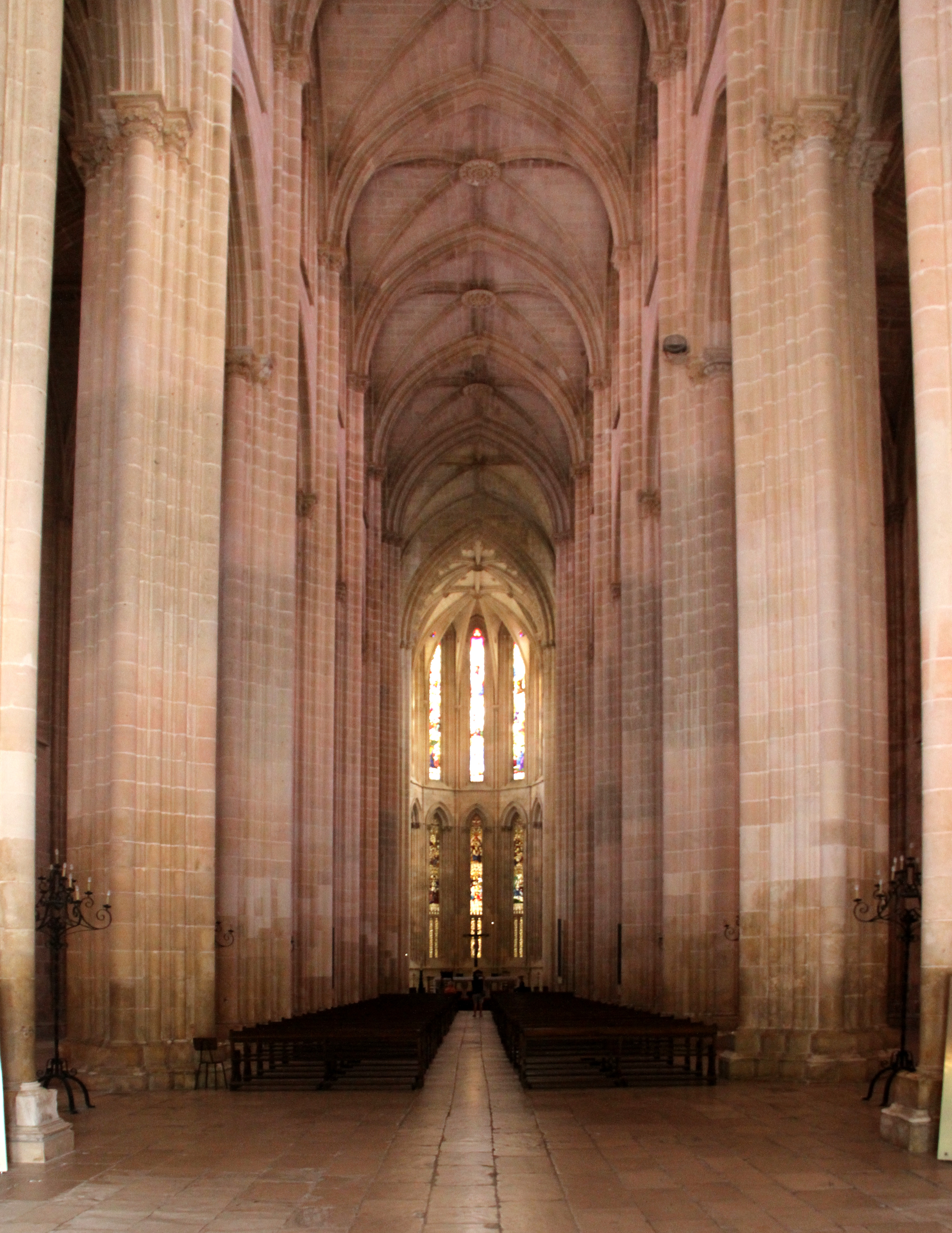
中殿
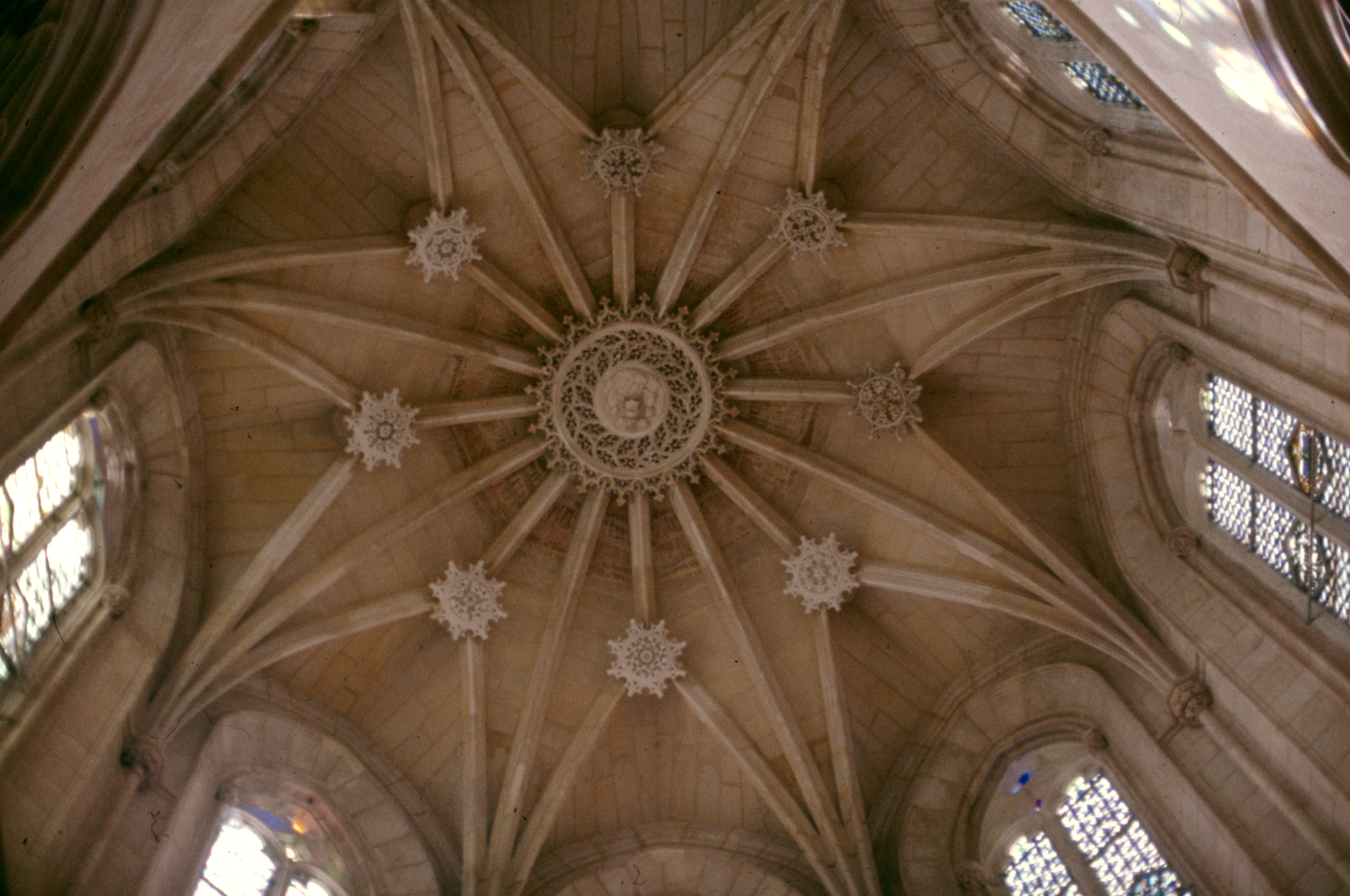
拱頂